# Doctor Who (especiais de 2022)
Os especiais de 2022 do programa de televisão britânico de ficção científica Doctor Who são três episódios adicionais que seguem a décima terceira série do programa, e foram anunciados pela primeira vez em julho de 2021. O primeiro especial foi ao ar em 1º de janeiro de 2022, com os especiais adicionais sendo exibidos no final do mesmo ano. Eles serão os episódios finais com Jodie Whittaker como a Décima Terceira Doutora e Chris Chibnall como showrunner. Os especiais também estrelam Mandip Gill e John Bishop como os companheiros de viagem do Doutor, Yasmin Khan e Dan Lewis, respectivamente.
Os três especiais foram dirigidos por Annetta Laufer, Haolu Wang e Jamie Magnus Stone, respectivamente. Chibnall escreveu todos os três especiais, co-escrevendo um episódio com Ella Road, uma nova colaboradora do programa. Os dois primeiros especiais foram filmados ao lado da décima terceira série e foram concluídos em agosto de 2021, com o especial do centenário da BBC completando as filmagens em outubro.

## Episódios
| História | Episódio | Título                                                   | Dirigido por       | Escrito por                | Exibição original     | Audiência no Reino Unido (milhões) | AI |
| --- | -------- | -------------------------------------------------------- | ------------------ | -------------------------- | --------------------- | ---------------------------------- | -- |
| 298 | 1        | "Eve of the Daleks" "A Noite dos Daleks"                 | Annetta Laufer     | Chris Chibnall             | 1 de janeiro de 2022  | 4,30                               | 77 |
| Na Véspera de Ano Novo, Nick chega à ELF Storage para deixar um tabuleiro de Monopólio para a irritação de Sarah, a proprietária. Enquanto isso, o Doutor, Yaz e Dan tentam redefinir a TARDIS para remover danos e anomalias causados pelo Flux, pretendendo passar um tempo em uma praia em outro planeta nesse meio tempo. Em vez disso, ele aterrissa no armazenamento ELF e causa um loop de tempo. Nick termina em sua unidade de armazenamento, mas quando ele sai, ele é exterminado por um Dalek que então mata Sarah e a tripulação da TARDIS. O loop então é reiniciado quando a tripulação começa a suspeitar de algo estranho. Juntos, eles têm que descobrir como escapar do complexo antes que o ciclo do tempo se feche enquanto os Daleks caçam o Doutor; um esquadrão de execução Dalek monta e avança suas táticas a cada loop. Eles encontram muitas das coisas estranhas que Jeff, funcionário de Sarah, mantém no complexo, incluindo várias caixas de fogos de artifício e explosivos. À medida que o ciclo se fecha, o grupo se move de forma imprevisível para enganar os Daleks até que eles os engane para atirar nas caixas de fogos de artifício, destruindo as instalações da ELF e os Daleks enquanto facilita a fuga do Doutor. Eles assistem à exibição de fogos de artifício que sobreviveu ao loop temporal.                                                                         |          |                                                          |                    |                            |                       |                                    |    |
| 299 | 2        | "Legend of the Sea Devils" "A Lenda dos Demônios do Mar" | Haolu Wang         | Chris Chibnall e Ella Road | 17 de abril de 2022   | 3,47                               | 76 |
| Anomalias geomagnéticas fazem a TARDIS pousar na China de 1807, onde a Doutora, Yaz e Dan encontram a rainha pirata Madame Ching e o jovem Ying Ki, depois de Ching acidentalmente libertar de sua prisão um furioso Demônio do Mar cahamado Marsissus. Ching revela para Dan e Ying que ela está procurando pelo lendário tesouro perdido do marinheiro Ji-Hun. A Doutora e Yaz descobrem que Ji-Hun aparentemente fez um pacto com os Demônios do Mar mas foi traída. Elas infiltram o covil submarino dos Demônios do Mar, enganando-os para conseguirem inspecionar o navio de Ji-Hun em sua versão reconstruída pelos Demônios, e acabam encontrando e libertando Ji-Hun. A Doutora descobre que a chave para o aprisionamento de Marsissus, a joia que Ying herdou dos descendentes de um dos tripulantes de Ji-Hun, é necessária para que os Demônios do Mar inundem e colonizem a Terra. A Doutora, Yaz, Dan, Ching, Ying e Ji-Hun levam os Demônios do Mar a uma luta de espadas; A Doutora usa a joia para impedir os planos dos Demônios do Mar, e Ji-Hun se sacrifica para garantir que a sabotagem seja bem sucedida. Ching recupera o tesouro, enquanto Dan tenta se aproximar de Diane; e a Doutora e Yaz começam a discutir seus sentimentos uma pela outra. |          |                                                          |                    |                            |                       |                                    |    |
| 300 | 3        | "The Power of the Doctor" "O Poder da Doutora"           | Jamie Magnus Stone | Chris Chibnall             | 23 de outubro de 2022 | 5,30                               | 82 |
| A Doutora, Yaz e Dan resgatam um trem-bala espacial de um ataque dos Cybermen, e Dan quase morre, fazendo com que ele se despeça das aventuras com a Doutora. Um Dalek renegado contata a Doutora, alegando que os Daleks precisam ser destruídos. Kate Stewart informa que suas obras-de-arte famosas foram desfiguradas pelo Mestre e que sismologistas foram raptados. Reunindo-se com Tegan Jovanka e Ace, antigas companheiras da Doutora, a Doutora descobre que o Mestre, seus CyberMestres e os Daleks têm um plano para destruir a humanidade incitando a atividade de vulcões ao redor do mundo. A Doutora é atraída pelo Dalek renegado, permitindo que os Daleks a capturem. O Mestre envida uma versão em miniatura de Ashad para Tegan, o que funciona como um portal para trazer os Cybermen ao prédio da UNIT. Os Daleks levam a Doutora para o Mestre em 1916, que a força a regenerar para o corpo do Mestre. Um programa de Inteligência Artificial da Doutora e suas regenerações passadas, leva Ace a se encontrar com Graham O'Brien para para destruir a máquina que seria utilizada para ativar os vulcões, Tegan a destruir o conversor Cyberman, e Yaz e Vinder a forçar o Mestre a desfazer a transformação da Doutora. O Mestre fere a Doutora de maneira mortífera, causando sua regeneração para o décimo quarto Doutor, que descobre que assumiu a mesma forma de sua décima encarnação. |          |                                                          |                    |                            |                       |                                    |    |

## Elenco
Jodie Whittaker retorna como o décimo terceiro Doctor para os três episódios. O especial final será o último episódio a apresentar Whittaker no papel. Mandip Gill e John Bishop também retornam como Yasmin Khan e Dan Lewis, respectivamente. Aisling Bea e Adjani Salmon estrelam o especial de Ano Novo, que também conta com Pauline McLynn. O segundo especial contará com Crystal Yu como a rainha pirata Madame Ching, assim como Arthur Lee e Marlowe Chan-Reeves. Jo Martin deve reprisar seu papel como a Doutora Fugitiva em um dos dois últimos especiais.

## Produção

### Desenvolvimento
Em 29 de julho de 2021, a BBC anunciou que Jodie Whittaker e Chris Chibnall, que atua como produtor executivo e showrunner da série, deixariam a série após uma série de especiais em 2022. Chibnall afirmou que suas saídas faziam parte de um "acordo de três séries e saída" que ele fez com Whittaker antes da décima primeira temporada. Os dois primeiros episódios foram produzidos como parte dos oito episódios encomendados para a décima terceira série, e já estavam previstos para 2022. Um terceiro especial de longa-metragem foi posteriormente encomendado para coincidir com o centenário da BBC e servir como episódio de regeneração de Whittaker. A BBC descreve o episódio final como um "especial blockbuster épico". O produtor executivo Matt Strevens, que se juntou à série ao lado de Chibnall, também deve sair assim que a produção estiver concluída. Chibnall afirmou mais tarde que a pós-produção do especial final continuaria em 2022 sob o título de trabalho "o Especial do Centenário". Emily Lawrence, a editora de efeitos visuais, confirmou que o trabalho de efeitos digitais ainda estava em andamento em janeiro de 2022.

### Roteiro
Chibnall continua como redator-chefe do episódio especial de Ano Novo, que apresenta os Daleks em uma trilogia solta que conecta suas aparições nos últimos especiais de Ano Novo, "Resolution" (2019) e " Revolution of the Daleks" (2021). Chibnall também escreveu os seguintes especiais, co-escrevendo o segundo com Ella Road. O segundo especial apresenta o retorno dos Sea Devils em sua primeira aparição desde Warriors of the Deep (1984).

### Filmagem
Os dois primeiros episódios foram filmados na mesma produção da décima terceira série. Annetta Laufer dirigiu o primeiro especial e Haolu Wang dirigiu o segundo. As filmagens desses especiais foram concluídas em agosto de 2021. O especial do centenário foi filmado ao longo de setembro de 2021, dirigido por Jamie Magnus Stone, concluindo em 13 de outubro de 2021.
Os blocos de produção foram organizados da seguinte forma: 
| Quadra | Episódio(s)                | Diretor            | Escritoras)                | Produtor           |
| ------ | -------------------------- | ------------------ | -------------------------- | ------------------ |
| 1      | "Eve of the Daleks"        | Annetta Laufer     | Chris Chibnall             | Sheena Bucktowning |
| 2      | "Legend of the Sea Devils" | Haolu Wang         | Chris Chibnall e Ella Road | Nikki Wilson       |
| 3      | "The Power of the Doctor"  | Jamie Magnus Stone | Chris Chibnall             | Nikki Wilson       |

## Lançamento

### Promoção
Detalhes do especial de Ano Novo, "Eve of the Daleks", foram revelados após a conclusão de " The Vanquishers", o final da décima terceira temporada. Detalhes de "Legend of the Sea Devils" também foram divulgados após a conclusão de "Eve of the Daleks".

### Transmissão
O primeiro dos três especiais foi ao ar em 1º de janeiro de 2022 no horário tradicional do Dia de Ano Novo da série. O segundo especial está programado para ir ao ar em 17 de abril de 2022 como um especial de Páscoa, com o terceiro e último especial programado para ir ao ar no final de 2022 como parte das comemorações do Centenário da BBC.

## Recepção

### Recepção critica
No Rotten Tomatoes, um site agregador de críticas, 82% dos 11 críticos deram a "Eve of the Daleks" uma crítica positiva, com uma classificação média de 7,20 em 10. O consenso do site diz: "Doctor Who diminui e é ainda melhor com um especial de Ano Novo que encontra notas frescas dentro de um fio independente".